# BRT (cartoonist)
Bart Schoofs of het pseudoniem brt (Watermaal-Bosvoorde, 26 december 1969) is een Belgische cartoonist.
Hij publiceerde reeds in o.a. De Tijd, De Standaard, De Morgen (magazine), Knack,  Bonanza, Zone 5300, De Bond en de huistijdschriften van scouts en gidsen Stiekem, Over&Weer en Boem!.

## Biografie
Bart Schoofs bracht zijn jeugd door in de tuinwijk Floreal in Watermaal-Bosvoorde en Werchter. Hij liep school aan het Koninklijk Atheneum van Keerbergen. Later studeerde hij toegepaste grafiek aan het Sint-Lucasinstituut te Brussel (1988-1992).
Bart Schoofs werkte eerder als keukenhulp (één dag), museumsuppoost (1996-1998) en chauffeur (2004-heden).
Bart Schoofs woont in Rotselaar

## Publicaties[2]
- Bill (1993-1996)
- Fin de semaine (1997)
- Braaf Varken 1 (2000)
- Ink delen 14 tot 16 (2000-2004)
- Kinky & Cosy (2001)
- Braaf Varken 2 (2001)
- Braaf Varken 3 (2003)
- Lowland Comic 2003 (2003)
- Lowland Comic 2004 (2004)
- Hic Sunt Leones 1 (2004)
- Morgen weer een dag 1 (2013)[3]
- Morgen weer een dag 2 In gezinsverband (2014)
- Morgen weer een dag 3 Op staande voet (2015)
- Morgen weer een brt - Kind aan huis (2024)

- Gemeinsame Normdatei: 107061372X
- International Standard Name Identifier: 0000 0003 6906 9762
- MusicBrainz: 69f744dc-3f99-496f-9e4a-71b441b7d1bd
- Nederlandse Thesaurus van Auteursnamen: 312853831
- Virtual International Authority File: 280565780